# Ceresium planatum
Ceresium planatum là một loài bọ cánh cứng trong họ Cerambycidae.